# 萌娘百科
萌娘百科（英語：Moegirlpedia），简称萌百，是一個以ACGN相關文化為主题的在线百科全书，2010年10月11日建立，有中、英、日三種語言版本，主要收錄ACGN角色、作品、用語。

## 歷史
萌娘百科於2010年10月11日開站，最初名為“綠壩娘wiki”，後來改名為“中華萌娘小百科”，2011年5月1日簡化為“萌娘百科”。至2015年，萌娘百科已收录了超過一萬篇條目。2016年，萌娘百科收錄的條目數量達到約兩萬條。2019年，萌娘百科的條目數量達約四萬條。2020年初萌娘百科共收錄了約六萬篇條目，活躍編輯者超過一千四百名，到了8月條目數量已達約七萬條，活躍編輯者超過兩千三百名。同時萌娘百科也在各大社交媒體平台開設賬號，至2019年在新浪微博擁有45萬粉絲。2020年7月19日，萌娘百科自美国迁入中国大陆，受中华人民共和国当局审查。在2022年開站十二周年之際萌娘百科進行關站維修，並於10月31日恢復營運後公告稱將加強敏感內容審查。2023年2月15日起，萌娘百科再次開始在站內投放廣告。2023年9月11日，萌娘百科推出会员服务。2024年3月29日，萌娘百科上线内容审核系统，与百度百科类似，编辑后的内容经过审核后才会公开。

## 内容

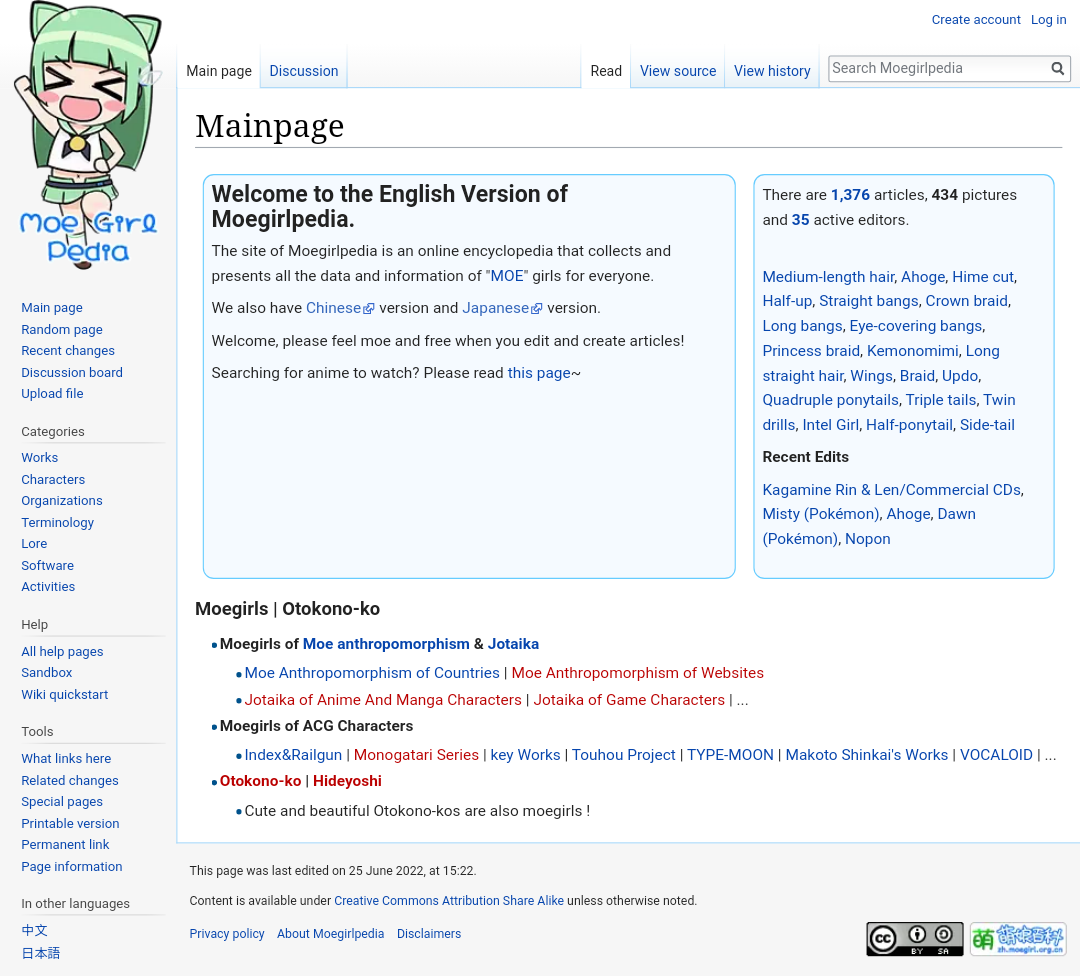
英语萌娘百科首頁截圖

萌娘百科類似維基百科，全部的内容均由網友自發編輯撰寫，是“任何人都可以自由編輯的公開二次元網絡百科全書”，為二次元動漫、同人等作品提供編輯發布的平台，任何人都能作為萌娘百科的編輯在萌娘百科上编辑各种御宅族感興趣的條目。分中文版、英文版、日文版三個版本。萌娘百科曾依靠粉絲捐款維持網站運營，2015年僅用戶的捐款就有約2萬元人民幣。
萌娘百科以動畫、漫畫和遊戲為主題，以“建立完整准确的日式ACG百科”为目的，將自己定義為“萬物皆可萌的百科全書”，主要收錄ACGN角色、作品、用語，偏向收錄女性角色、擬人萌化作品、以及華語區作者的原創作品，還有大量二次元相關詞彙條目，早期萌娘百科只收錄女性角色和娘化角色，後來也開放男性角色和動漫術語，成为ACG爱好者了解番剧、动漫角色、轻小说故事、游戏等等的聚合地。
萌娘百科的網站上“萬物皆可萌”，所有條目都以“萌”的形式出現，例如象徵躺在地板上、寓意動力不足的表情符號“_(:з」∠)_”被擬人化為一個穿著連衣裙的長髮女孩“五月病表情娘”。在“學科”分類裡有“萌孔子醬的論語”、“萌孫子醬的兵法”、“萌薛定諤貓”等，包括“萌娘化”的元素週期表，也有中國、日本、美國等國的“萌娘化形象”。萌娘百科所属公司绍兴萌派的創始人陳睿表示：“我們只是以一個新的、更萌化的包裝，讓大家更好地去理解，也是更符合年輕人自己現在的一個喜好和審美的。”
萌娘百科的萌屬性模板共收錄有上千個條目，其中包括一百多個萌定型角色，以及分为体、外、心、性、神、行、语7类的兩百多個萌形象塑造用語，收錄的近百個萌性格大部分都有五個以上作為樣本的角色條目。條目不僅图文并茂，還帶有刪除線和塗黑以增加喜感，還包括一些與條目無關的吐槽，隱藏的劇透內容在點開前會有警告提示。
2014年4月8日微軟宣佈停止維護Windows XP時，萌娘百科在首頁掛上“XP娘，謝謝你！然後...再見了...”作為對該操作系统拟人化产物“XP娘”的道別。在2019年湖南教育出版社高中地理課本中的插圖人物“丹霞”爆紅後，萌娘百科僅過7日就將丹霞收錄，創下其最快收錄紀錄。

## 爭議

### 萌币事件
2018年年初萌娘百科創始人Baskice在萌娘百科發起了名為“萌幣”的虛擬貨幣項目，發行白皮書中的合作方名單上出現了星海社副社長太田克史、國際御宅活動協會負責人佐藤一毅、銀十字社社長井上純一的名字。2018年3月12日，星海社、國際御宅活動協會和井上純一先後發聲明否認與萌幣的關係，此時項目已經募得總計價值約255萬元人民幣的萌幣，萌娘百科則於6月3日發布公告聲稱被曝光的是其他社群的同名項目。2019年3月29日，項目團隊公告稱萌幣目前處於停滯狀態，故決定開始退幣，此時帳戶上的萌幣價值已不足30萬元人民幣。

### 内容审查
2022年10月12日，萌娘百科的母公司绍兴萌派网络有限公司因頁面內容違反《中华人民共和国网络安全法》，被公安機關当场训诫。萌娘百科於13日在Bilibili公告稱網站因为技术原因暂时无法访问，也有报道认为與中共二十大有關，直到10月31日恢復營運但限制编辑，並公告將按照中國監管部門要求「加強涉政涉黃涉暴內容審核」，且已有超過524篇條目被整改、194個違規帳號被刪除，短期將限制編輯、註冊與頭像上傳等操作，同時萌娘百科將「乳溝」、「援助交際」、「習」、「維尼」、「天朝」、「6月4日」、「紅色恐怖」甚至「东京食尸鬼」等關鍵字显示上被替换成「♯」号，一度引发了严重的误伤问题。该编辑限制后来在11月18日至26日逐步取消，屏蔽词库随后经历了多次调整。萌娘百科自2023年5月29日起在全站设置半保护，新注册用户需要向管理员申请手动确认用户权限才能编辑条目，2024年4月后取消该措施。2024年3月29日，萌娘百科上线内容审核系统，对除讨论版外的所有内容进行合规性审核，编辑者提交的内容经审核后才会公开，条目未审核的历史版本也无法查看，同时计划撤销全站半保护与屏蔽词系统。2025年1月10日，萌娘百科上线图片审核系统，上传图片在通过审核前将暂时无法于条目内使用。